# Annelien de Dijn

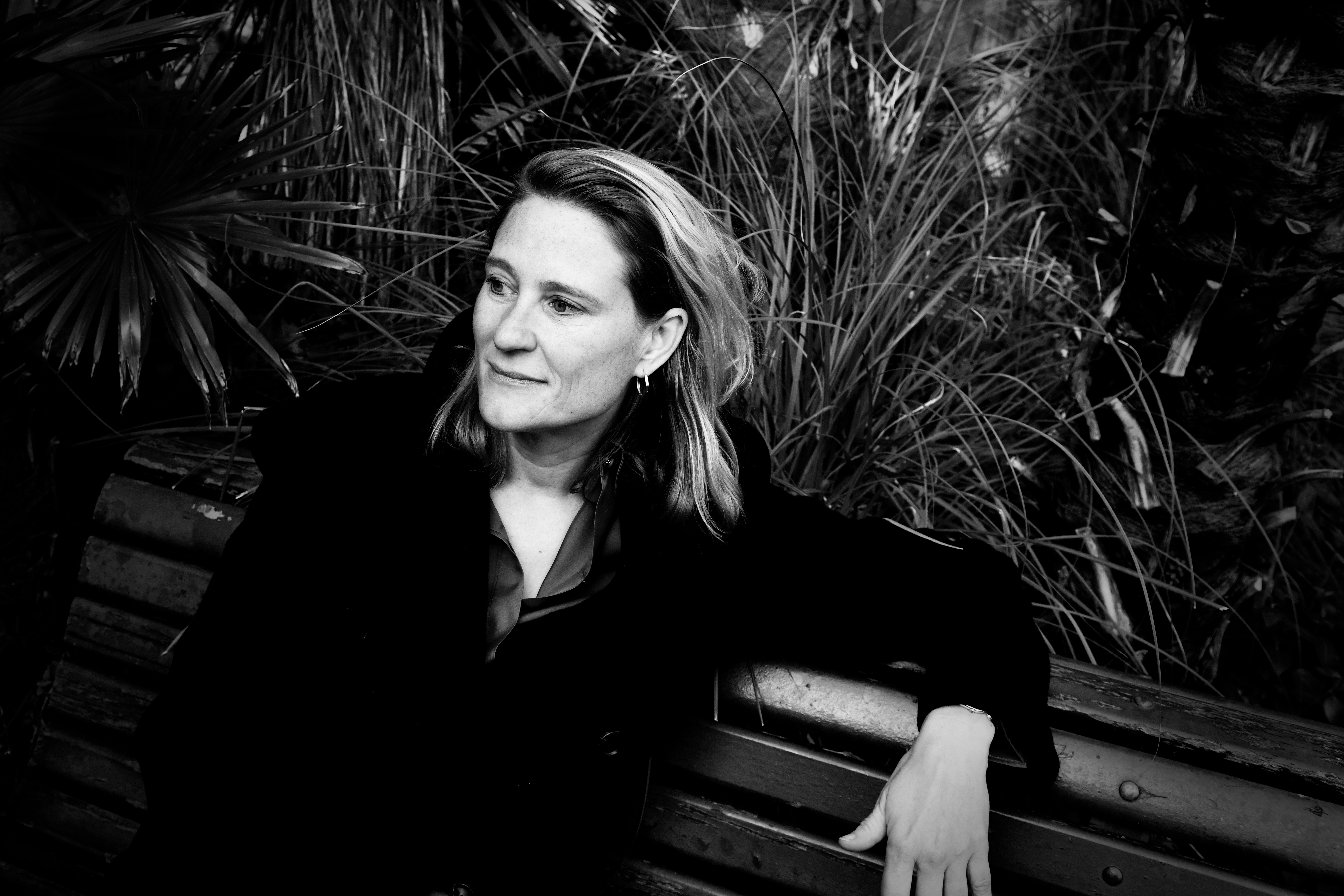

Annelien de Dijn (nascida em 1977) é uma historiadora holandesa do pensamento político. Ela é professora de História Política Moderna na Universidade de Utrecht.

## Biografia
Depois de obter o seu PhD de Universidade de Leuven em 2005, Annelien de Dijn trabalhou como pós-doutoranda na Universidade Columbia, Universidade da Califórnia em Berkeley e no Instituto de Estudos Avançados de Notre Dame. De 2011 a 2017 foi professora assistente na Universidade de Amsterdão. Mais tarde, em janeiro de 2018, tornou-se professora de História Política Moderna na Universidade de Utrecht.
Seu livro Freedom: An Unruly History ganhou o Prémio PROSE de 2021 por Filosofia da Association of American Publishers.